# Иванов, Иван Васильевич (тренер)
Иван Васильевич Иванов (10 октября 1953, Чусовой — 30 июля 2022) — заслуженный тренер РСФСР, почётный гражданин Чусовского муниципального района.

## Биография
Иван Иванов родился 10 октября 1953 года. Старший брат — Александр Иванов. Детство прошло на улице Революционной, на окраине города Чусовой. Учился в школах № 5 и № 9. Когда семья переехала жить на улицу Лысьвенскую, стал учиться в школе № 6 и окончил её в 1971 году. Был участником школьных легкоатлетических кроссов и спартакиад. После окончания школы работал автослесарем в Чусовском АТП. В 1971 году был призван в космические войска Советской армии. Проходил учебную подготовку в городе Переславле-Залесском.
Стал заниматься санным спортом в возрасте 20 лет, был включен в состав сборной Пермского края. В 1977 году Иван Иванов вместе с Вячеславом Умпелевым, выиграли Всесоюзные сельские игры. С 1977 года по 1979 год Иван Иванов стал кататься в паре с Николаем Кусайко. Они заняли первое место в феврале 1978 года на соревнованиях в городе Златоусте. В марте 1978 года, после IV Зимней Спартакиаде народов СССР в закрытом городе Свердловске-44, руководство областного спорткомитета предложило Ивану Иванову стать главой Чусовского отделения ДСО «Урожай».
В 1978 году Иван Иванов профессионально занялся тренерской деятельностью по санному спорту. Он набрал детскую группу, в которой учились Василий Карпов, Сергей Ноговицын, призёры зимней Спартакиады народов СССР — Игорь Климитенко и Александр Старков. 1 сентября 1980 года Иван Иванов перестал выполнять обязанности ДСО «Урожай» и стал работать только в спортивной школе олимпийского резерва «Огонёк». В этой школе училась Татьяна Волкова, которая завоевала бронзовую медаль чемпионата России и победила на Первенстве СССР в 1982 году — её тренировал Иван Иванов. Иван Васильевич Иванов готовил команду из Чусового к первым Всесоюзным зимним играм среди молодёжи в Парамоново. Команда стала абсолютными победителями. Женился на спортсменке Татьяне Волковой.
В 1985 году Иван Иванов стал «Заслуженным тренером РСФСР». Звание было присвоено после того, как тренер подготовил экипаж Василия Карпова- Сергея Наговицына, и спортсмены стали победителями первенства мира по санному спорту среди юниоров.
Получил высшее образование в 1987 году, став выпускником заочного отделения Чайковского филиала Челябинского института физической культуры.
В 1991 году начал работать заместителем директора по учебной работе и проработал на этой должности до 1994 года. В 1994 году стал работать директором СДЮСШОР «Огонёк». В 2002 году занял должность тренера-преподавателя по санному спорту.
Среди его учеников — 2 мастера спорта международного класса и 17 мастеров спорта. Его ученица Татьяна Иванова — мастер спорта международного класса, стала членом сборной команды России, олимпийским призёром зимней Олимпиады в Сочи в 2014 году. Была двукратным серебряным призёром чемпионата мира, побеждала на чемпионате мира среди молодёжи до 23 лет, становилась призёром и победителем чемпионатов России. Она — трёхкратная чемпионка Европы и победитель и призёр этапов Кубка мира. Татьяна Иванова — дочь Ивана Васильевича Иванова. В детстве именно её отец настоял на том, чтобы дочь оставила занятия в горнолыжной секции и занялась санным спортом.
Иван Иванов был тренером Владимира Питилимова — мастера спорта международного класса, члена молодёжной команды России, победитель II зимней Спартакиады учащихся России и первенства мира среди молодёжи. Становился победителем Кубка России. Он тренировал Александра Перетягина — победителя и призёра этапов Кубка мира среди юниоров, и Светлану Тиунову — бронзового призёра чемпионата России.
19 апреля 2012 года Ивану Васильевичу Иванову было присвоено звание «Почётный гражданин Чусовского муниципального района».
В 2012 году стал тренером сборной России по санному спорту, в 2013 году стал старшим тренером, а вскоре после этого покинул занимаемую должность.
Скончался 30 июля 2022 года.

## Награды и звания
- Серебряная медаль ВДНХ СССР «За достигнутые успехи в развитии народного хозяйства СССР» (1988 год)
- Почётное звание «Отличник народного образования» (1994 год)
- Медаль «80 лет Госкомспорту России» (2003 год)
- Звание «Почётный гражданин Чусовского муниципального района» (2012 год)[2]